# چاوهالی
چاوهالی (به لاتین: Chauhali) یک منطقهٔ مسکونی در بنگلادش است که در ناحیه سراج‌گنج واقع شده‌است. چاوهالی ۲۴۳٫۶۷ کیلومتر مربع مساحت و ۱۰۸٬۴۵۹ نفر جمعیت دارد.